# Crambus satrapellus
Crambus satrapellus là một loài bướm đêm trong họ Crambidae.